# Filippo Simeoni
Filippo Simeoni (Desio, 17 agosto 1971) è un ex ciclista su strada italiano.

## Carriera
Corridore adatto alle gare in linea, esordì tra i professionisti nel 1995 con la maglia della Carrera Jeans. Dal 2008 al 2009, stagione al termine della quale si è ritirato, ha corso per la Ceramica Flaminia-Bossini Docce. Nel 2008, a Bergamo, trentasettenne, si è laureato campione italiano nella prova in linea.
Altre due vittorie di rilievo sono state le due tappe alla Vuelta a España, una nel 2001 (nell'occasione si fermò a pochi metri dalla linea del traguardo baciando la bicicletta e dedicando il successo alle vittime degli attentati dell'11 settembre) e una nel 2003. In quel periodo confessò di aver comprato sostanze dopanti dal suo medico, Michele Ferrari, lo stesso che seguiva Lance Armstrong; allo statunitense, che sulla questione lo aveva definito "mentitore assoluto", rispose con una querela. Prese una squalifica pari a 24 mesi per aver fatto uso di doping.
Un anno dopo, nel 2004, durante la terzultima tappa del Tour de France, provò a portarsi in fuga insieme ad altri sei corridori: Armstrong replicò marcandolo, impedendo ai fuggitivi di andarsene e costringendo di fatto Simeoni a rialzarsi e a rientrare in gruppo. La Federazione Ciclistica Italiana, tramite il proprio presidente Gian Carlo Ceruti, bollò l'atteggiamento di Armstrong come «del tutto antisportivo», esprimendo al contempo solidarietà verso il ciclista italiano.
Nel 2008, correndo per la Ceramica Flaminia, vinse il campionato italiano in linea, ma nonostante ciò la sua squadra non fu invitata a Giro d'Italia 2009, edizione che vide la prima e unica partecipazione di Lance Armstrong. Al termine della stagione successiva mise fine alla propria carriera.
Nel gennaio 2017 venne eletto vicepresidente Regionale del Comitato Regionale Fci Lazio, ma la sua nomina venne annullata poiché, in base a un articolo dello statuto federale, chi abbia subito precedentemente squalifiche relative a fatti di doping è ineleggibile.

## Palmarès
- 2000 (Amica Chips-Tacconi Sport, quattro vittorie)

1ª tappa Giro del Lussemburgo
2ª tappa Regio-Tour
Classifica generale Regio-Tour
Gran Premio Città di Civitanova Marche
- 2001 (Cantina Tollo, una vittoria)

18ª tappa Vuelta a España
- 2003 (Domina Vacanze, una vittoria)

19ª tappa Vuelta a España
- 2004 (Domina Vacanze, una vittoria)

5ª tappa Giro d'Austria
- 2005 (Naturino, una vittoria)

2ª tappa Tour of Qinghai Lake
- 2008 (Ceramica Flaiminia, una vittoria)

Campionati italiani, Prova in linea

### Altri successi
- 2003

Classifica scalatori Tour de Suisse

## Riconoscimenti
- Memorial Bardelli nel 2004 e 2008
- Premio Fair Play dal Comitato Nazionale Italiano Fair Play nel 2008
- Cittadino benemerito della città di Sezze

## Piazzamenti

### Grandi Giri
- Giro d'Italia

1996: 49º
1997: ritirato
1999: 90º
2000: 104º
2001: ritirato
- Tour de France

1998: 55º
2004: 118º
Vuelta a España
1995: 118º
1997: 69º
1999: ritirato
2001: 61º
2003: 118º

### Classiche monumento
- Milano-Sanremo

2001: 67º
- Liegi-Bastogne-Liegi

2004: 76º
- Giro di Lombardia

1997: 26º
2000: 31º
2002: 29º
2003: 35º
2004: 53º